# Park Gyu-young
Park Gyu-young (Busan, 27 luglio 1993) è un'attrice sudcoreana.

## Biografia
Park Gyu-young è nata il 27 luglio 1993 a Busan. Ha frequentato la Busan Foreign Language High School e l'Università Yonsei – Dipartimento di abbigliamento e ambiente; si è laureata in quest'ultima nel 2020.

## Carriera
Park ha iniziato a studiare per diventare un'attrice dopo essere stata scoperta dalla JYP Entertainment nel 2015, che l'ha vista sulla copertina di una rivista universitaria chiamata Daehaknaeil. Ha fatto il suo debutto come attrice nel video musicale di Jo Kwon Crosswalk nel 2016. Dal 2016 al 2018, ha interpretato ruoli secondari in fiction televisive tra cui Sollomon-ui wijeung, Life on Mars e Je3ui maeryeok; è apparsa anche nei web drama Magic School e Miss Independent Jieun. Park ha fatto il suo debutto cinematografico nel 2018 con i film Goemuldeul e Wrestler.
Nel 2019, Park è apparsa nei drama televisivi Romance Is a Bonus Book e Nokdukkot in ruoli secondari. Nell'agosto dello stesso anno, ha lasciato la JYP Entertainment ed è entrata a far parte della Saram Entertainment.  Nel 2020, ha ottenuto il suo primo ruolo principale in una serie televisiva nel drama TVN It's Okay to Not Be Okay, apparendo accanto a Kim Soo-hyun e Seo Yea-ji.  Lo stesso anno, è apparsa nella serie televisiva di Netflix Sweet Home.
Nel 2021, ha recitato nel legal drama The Devil Judge nel ruolo di Yoon Soo-hyun, amica d'infanzia di Kim Ga-on che ora è un detective della polizia. Più tardi nello stesso anno, Park si è unita al drama della KBS Dalli-wa gamja-tang, che è stato il suo primo ruolo da protagonista. Il drama è stato presentato in anteprima a settembre 2021.
Nel 2023 ha recitato nella serie originale Netflix Celebrity che le ha fatto ottenere un riconoscimento internazionale. Lo stesso anno ha recitato anche nella serie Oneuldo sarangseureopgae al fianco di Cha Eun-woo.
La sua carriera raggiunge l'apice quando nel 2024 recita nella serie originale Netflix Squid Game nei panni di Kang No-eul.

## Filmografia

### Cinema
- Chimmuk (침묵), regia di Jung Ji-woo (2017)
- Goemuldeul 괴물들, regia di Kim Baek-jun (2018)
- Wrestler, regia di Kim Dae-woong (2018)

### Televisione
- Ssa-uja gwisin-a (싸우자 귀신아) – serie TV (2016)
- Sollomon-ui wijeung (솔로몬의 위증) – serie TV, 12 episodi (2016-2017)
- Susanghan partner (수상한 파트너) – serie TV, 3 episodi (2017)
- Kang Deok-sun aejeong byeoncheonsa (강덕순 애정 변천사) – film TV (2017)
- Buzzcut Love – film TV (2017)
- Ssam, my way (쌈, 마이웨이) – serie TV, episodio 1x16 (2017)
- Geunyang saranghaneun sa-i (그냥 사랑하는 사이) – serie TV, 7 episodi (2017-2018)
- Churi-ui yeo-wang 2 (추리의 여왕 2) – serie TV (2018)
- Life on Mars (라이프 온 마스) – serie TV (2018)
- The Tuna and the Dolphin – film TV (2018)
- Je3ui maeryeok (제3의 매력) – serie TV, 5 episodi (2018)
- Romance Is a Bonus Book (로맨스는 별책부록) – serie TV, 15 episodi (2019)
- Nokdukkot (녹두꽃) – serie TV, 48 episodi (2019)
- It's Okay to Not Be Okay (사이코지만 괜찮아) – serie TV, 16 episodi (2020)
- Sweet Home (스위트홈) – serie TV, 18 episodi (2020-2023)
- The Devil Judge (악마판사) – serie TV, 15 episodi (2021)
- Dalli-wa gamja-tang (달리와 감자탕) – serie TV, 12 episodi (2021)
- Celebrity (셀러브리티) – serie TV, 12 episodi (2023)
- Oneuldo sarangseureopgae (오늘도 사랑스럽개) – serie TV, 15 episodi (2023-2024)
- Squid Game (오징어게임) – serie TV, 13 episodi (2024-2025)

### Video musicali
- Crosswalk – Jo Kwon (2016)
- Remains – Kwak Jin-eon (2017)
- I Like You – Day6 (2017)
- You're the Reason – Urban Zakapa (2018)
- As I Wished – Urban Zakapa (2018)
- I Will – Lee Seung-gi (2020)
- Beautiful Night – Yesung (2021)

## Doppiatrici italiane
Nelle versioni in italiano delle opere in cui ha recitato, Park Gyu-young è stata doppiata da:
- Veronica Puccio in Celebrity
- Irene Trotta in Squid Game

## Riconoscimenti
- Baeksang Arts Award
  - 2021 – Candidatura per la migliore attrice emergente per la televisione per Sweet Home[12]

- KBS Drama Award
  - 2021 – Migliore attrice emergente per Dalli-wa gamja-tang[13]
  - 2021 – Migliore coppia (con Kim Min-jae) per Dalli-wa gamja-tang

- MBC Drama Award
  - 2023 – Excellence Award, miglior attrice in una miniserie per Oneuldo sarangseureopgae[14]
  - 2023 – Candidatura per la migliore coppia (con Cha Eun-woo) per Oneuldo sarangseureopgae